# Noemí
Noemí  es un nombre propio femenino en su variante en español.

## Etimología
Noemí (נָעֳמִי, "dulzura" en hebreo) es un personaje bíblico del Antiguo Testamento, procedente del hebreo noam y el sufijo pronominal i-.
Era suegra de Rut, quien fue antepasada de David y esposa de Elimélec, efrateo, es decir, natural de la antigua Efrata, después llamada Belén de Judá, en la época de los jueces. Debido a un hambre severa, Noemí se mudó a Moab con su esposo y sus dos hijos, Mahlón y Quelión. Allí murió Elimélec. Posteriormente, los hijos se casaron con las moabitas Orpá y Rut, y unos diez años más tarde ambos murieron sin descendencia.
Desconsolada, Noemí decidió volver a Judá. Las dos nueras viudas iniciaron el viaje de regreso con ella, pero Noemí les recomendó que se volvieran y se casaran en su propia tierra, pues ella misma se había hecho “demasiado vieja para llegar a pertenecer a un esposo”, de modo que no podía tener más hijos con quienes ellas pudieran casarse. Orpá se volvió, pero Rut permaneció con Noemí por amor a ella y a su Dios, Yahveh.
Cuando Noemí llegó a Belén, dijo a las mujeres que la saludaban: “No me llaméis Noemí, llamadme Mará "Amarga", porque el Todopoderoso me ha tratado de forma amarga”. Como era la época de la cosecha de la cebada, Rut bondadosamente fue a espigar para su propio sustento y el de Noemí, de bendición que fue a trabajar en el campo de Boaz. Cuando le dijo a Noemí en el campo de quién estaba trabajando, esta percibió la mano de Yahveh, puesto que Boaz era un pariente cercano de Elimélec y, por lo tanto, uno de los recompradores. Noemí animó a Rut a presentarle este hecho a Boaz. Este respondió con prontitud y siguió el trámite legal acostumbrado para recomprar a Noemí la propiedad de Elimélec. De modo que de acuerdo con la ley de levirato o matrimonio de cuñado, Rut llegó a ser la esposa de Boaz en favor de Noemí. Cuando les nació un hijo, las vecinas le pusieron el nombre de Obed, y dijeron: “Le ha nacido un hijo a Noemí”. Por lo tanto, Obed se convirtió en el heredero legal de la casa de Elimélec de Judá.
Son antepasadas de José, el esposo de María.

## Equivalencias en otros idiomas
| Variantes en otras lenguas | Variantes en otras lenguas    |
| -------------------------- | ----------------------------- |
| Alemán                     | Naomi                         |
| Español                    | Naomi, Noemí, Nohemí (México) |
| Francés                    | Noémie                        |
| Hebreo                     | נָעֳמִי                          |
| Inglés                     | Naomi - Nahomy                |
| Chino                      | 納奧米                        |
| Portugués                  | Noemi - Noêmia                |

## Santoral
La celebración del santo de Noemí se corresponde con el día 4 de junio.
- Datos: Q43389288
- Multimedia: Noemí (given name) / Q43389288